# Ahornzucker

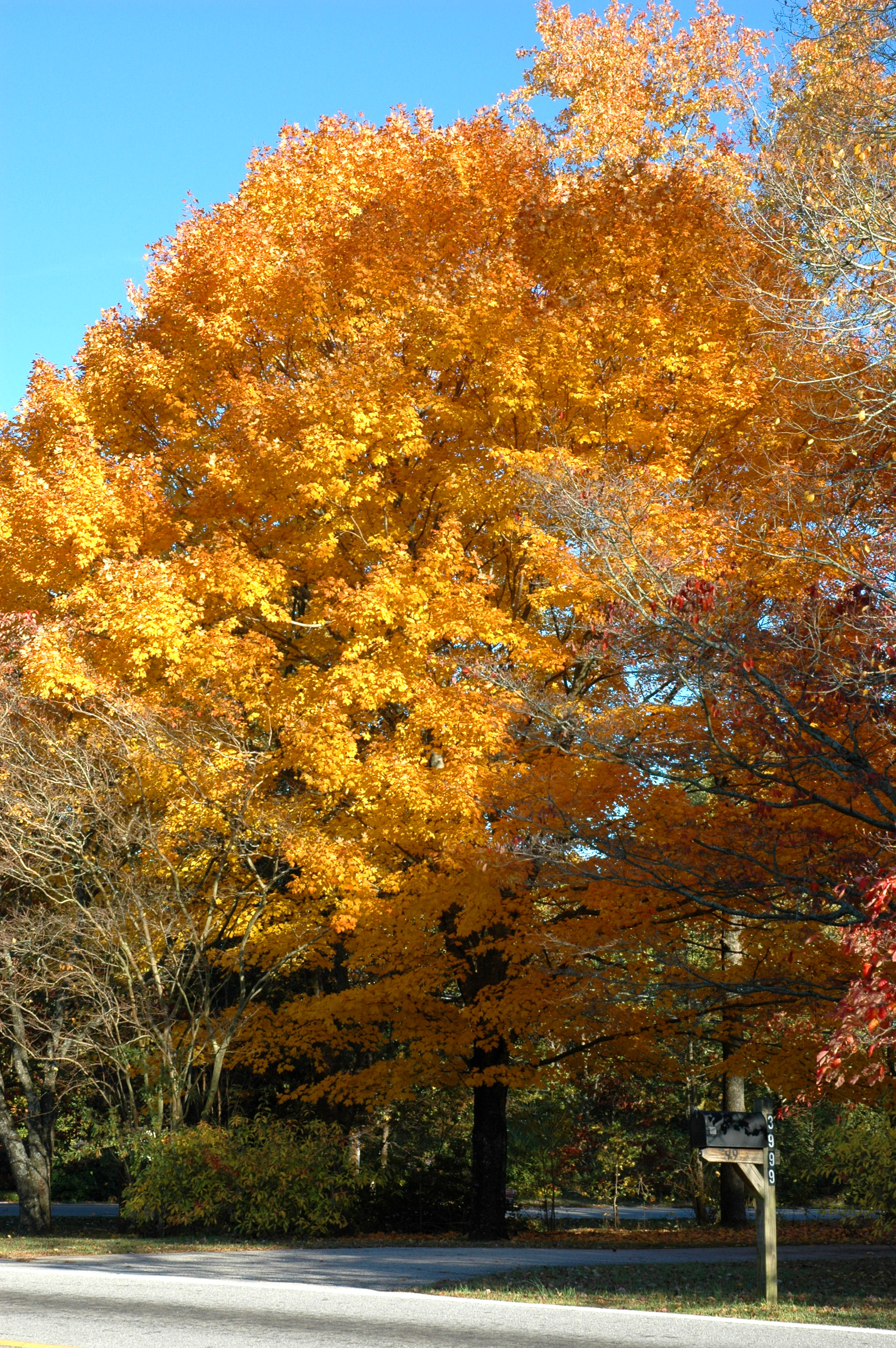
Zucker-Ahorn

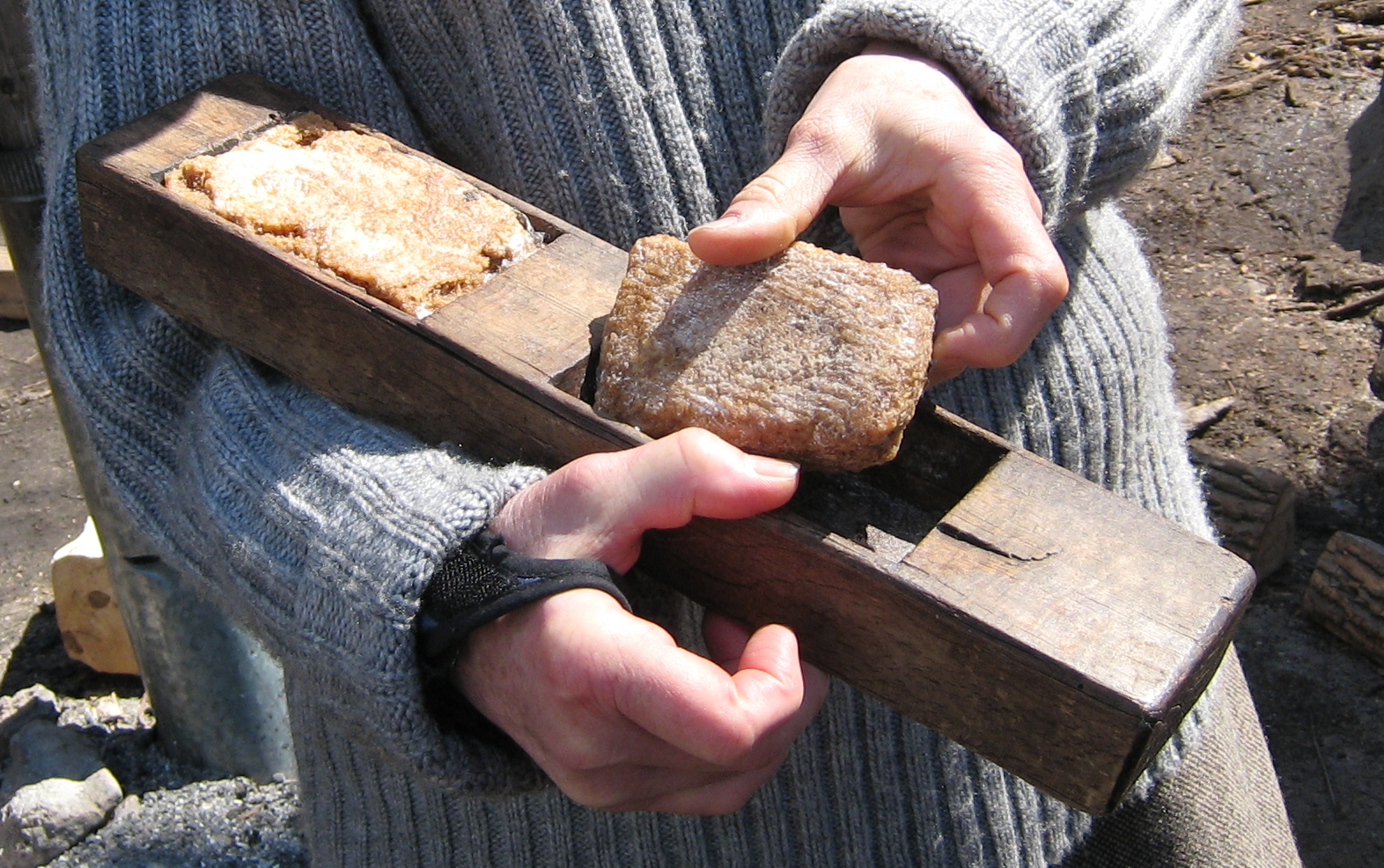
Ahornzuckerherstellung

Als Ahornzucker (frz. Sucre d'érable, engl. maple sugar) bezeichnet man den aus dem Saft des Zucker-Ahorns (Acer saccharum) in Nordamerika gewonnenen Zucker.
Ahornzucker entspricht im gereinigten Zustand in Bezug auf seine Zusammensetzung und seine Eigenschaften dem gewöhnlichen Zucker, nämlich Rohrzucker Saccharose.
Die nordöstlichen Staaten der USA und Kanada sind die Produktionsländer dieses Zuckers. Durch Anbohren der Stämme gewinnt man den Saft, aus dem durch Eindampfen zuerst Ahornsirup entsteht. Bei weiterem Eindampfen kristallisiert der Zucker aus. Der größte Teil der Ernte wird als Sirup verkauft.
Der Saft des Baumes enthält 0,5 bis 5 Prozent Zucker; ein Baum liefert 2½ bis 3 Kilogramm Zucker pro Jahr. Die Gewinnung geschieht von Ende Februar bis Anfang Mai.
Auch die anderen Arten der Ahorne enthalten Zucker in ihrem Saft, jedoch nicht so viel.